# Ashwaubenon
Ashwaubenon és una població dels Estats Units a l'estat de Wisconsin. Segons el cens del 2000 tenia 17.634 habitants.

## Demografia
Segons el cens del 2000, Ashwaubenon tenia 17.634 habitants, 7.137 habitatges, i 4.667 famílies. La densitat de població era de 550,4 habitants per km².
Dels 7.137 habitatges en un 33,5% hi vivien nens de menys de 18 anys, en un 53,9% hi vivien parelles casades, en un 8,3% dones solteres, i en un 34,6% no eren unitats familiars. En el 28,3% dels habitatges hi vivien persones soles el 6,9% de les quals corresponia a persones de 65 anys o més que vivien soles. El nombre mitjà de persones vivint en cada habitatge era de 2,41 i el nombre mitjà de persones que vivien en cada família era de 3.
Per edats la població es repartia de la següent manera: un 25,3% tenia menys de 18 anys, un 9,2% entre 18 i 24, un 30,9% entre 25 i 44, un 23,6% de 45 a 60 i un 11,1% 65 anys o més.
L'edat mediana era de 36 anys. Per cada 100 dones de 18 o més anys hi havia 90,9 homes.
La renda mediana per habitatge era de 48.353 $ i la renda mediana per família de 62.186 $. Els homes tenien una renda mediana de 41.024 $ mentre que les dones 26.070 $. La renda per capita de la població era de 23.539 $. Aproximadament el 3,4% de les famílies i el 4% de la població estaven per davall del llindar de pobresa.

## Poblacions més properes
El següent diagrama mostra les poblacions més properes.